# حرية الدين في إفريقيا حسب الدولة
تتفاوت حالة الحرية الدينية في أفريقيا من دولة إلى أخرى. قد يكون الاختلاف بين الدول قائمًا على أساس ضمان الدولة حصول أتباع الأديان المختلفة على معاملة متساوية بموجب القانون، وما إذا كانت تقوم على ديانة رسمية (والآثار القانونية المترتبة على ذلك لكل من معتنقي هذه الديانة وغيرهم)، ومدى مراقبة المنظمات الدينية العاملة داخل الدولة، ومدى استخدام القانون الديني أساسًا للمدونة القانونية للبلد.
هناك تباينات أخرى بين المواقف المزعومة في بعض الدول حول الحرية الدينية في القانون والممارسة الفعلية لهيئات السلطة داخل تلك الدول؛ فليس بالضرورة أن يُفسّر تحقيق بلد ما للمساواة الدينية في دستوره أو قوانينه على أنه منح المقيمين في البلد حرية ممارسة شعائرهم. بالإضافة إلى ذلك، قد يكون للممارسات المماثلة (كجعل المواطنين يفصحون عن معتنقهم الديني للحكومة أو على بطاقات الهوية) عواقب مختلفة اعتمادًا على الظروف الاجتماعية والسياسية الأخرى الخاصة بالدول المعنية.
تؤكد معظم الدول في أفريقيا على أن حرية الدين حق ممنوح لجميع الأفراد في القانون. يتفاوت مدى إنفاذ ذلك عمليًا من دولة إلى أخرى. تمتلك العديد من الدول قوانين مناهضة للتمييز تحظر التمييز الديني. تتمتع العديد من الدول، ولا سيما في غرب إفريقيا والجنوب الأفريقي، بدرجة عالية من التسامح الديني، كما تفرضه الحكومة، وكما ينعكس في المواقف المجتمعية. مع ذلك، تشهد بعض الدول الأخرى مستويات كبيرة من التمييز الديني، والتي تمارسها الأجهزة الحكومية أو الشعب. من المجموعات التي تواجه الكثير من التمييز القانوني في أفريقيا المسلمين (في الدول ذات الأغلبية المسيحية) والمسيحيين (في الدول ذات الأغلبية المسلمة) ومعتنقي الديانة البهائية والمسلمين الأحمديين (في الدول الإسلامية) والراستافاريين. بالإضافة إلى ذلك، تشهد بعض الدول مستويات كبيرة من العداء المجتمعي ضد الملحدين. تحظر بعض الدول السحر. وتعتمد العديد من الدول الإسلام ديانة رسمية، وتخضع بعض البلدان التي تضم أعدادًا كبيرة من المسلمين لإشراف حكومي كبير على الممارسة الإسلامية في البلاد، والذي يشمل إنشاء المحاكم الإسلامية الدينية، التي يشيع استخدامها في قوانين الأسرة. عادة ما تكون هذه المحاكم قائمة بالإضافة إلى المحاكم العلمانية، التي تمتلك دورًا ثانويًا، على الرغم من أن هذا ليس هو الحال دائمًا.
تشترط عدة دول تسجيل المنظمات الدينية لدى الحكومة، ويحظر بعضها إنشاء أحزاب سياسية دينية. تقدم عدة دول تمويلًا للمؤسسات الدينية أو لمراسم الحج.
تشهد بعض الدول ممارسات عنف قائمة على دوافع دينية، ولا سيما الدول التي تحتوي مستويات منخفضة من الاستقرار السياسي أو حركات تمرد نشطة.

## الجزائر
ينظم الدستور الجزائري الحرية الدينية في الجزائر، ويعلن الإسلام ديانة رسمية (المادة 2) ويعلن كذلك أن «حرية العقيدة والرأي غير قابلة للانتهاك» (المادة 36)؛ وتنص المادة رقم 29 على أن «جميع المواطنين متساوون أمام القانون، ولا يسود أي تمييز على أساس المولد أو العرق أو الجنس أو الرأي أو أي حالة أو ظرف شخصي أو اجتماعي آخر». على أرض الواقع، تحترم الحكومة هذا الأمر عمومًا، مع وجود بعض الاستثناءات المحدودة. تتبع الحكومة سياسة التسامح بحكم الواقع من خلال السماح للديانات غير المسلمة، في حالات محدودة، بإدارة الخدمات الدينية في العاصمة المفتوحة للشعب. عادة ما تمارس أقلية السكان المسيحيين واليهود شعائرهم الدينية دون تدخل الحكومة، على الرغم من وجود بعض الحالات التي أغلقت فيها الحكومة الجزائرية أماكن العبادة غير الإسلامية، كان آخرها خلال الفترة 2017-2019، حيث أُغلقت ثماني عشرة كنيسة مسيحية قسرًا. لا يعترف القانون بزواج النساء المسلمات بالرجال غير المسلمين؛ ومع ذلك، فإنه يعترف بزواج الرجال المسلمين بالنساء غير المسلمات. بموجب القانون، يتبع الأطفال دين آبائهم، حتى وإن ولدوا في الخارج وكانوا مواطنين في بلد ميلادهم (غير المسلم).

## أنغولا
ينص دستور أنغولا على الحرية الدينية، وتحترم الحكومة عمومًا هذا الحق على أرض الواقع. لم ترد أي تقارير تفيد وقوع انتهاكات مجتمعية أو تمييز على أساس المعتقد الديني أو الممارسة الدينية. تعتنق الغالبية العظمى من السكان الديانة المسيحية، وتُعتبر الكاثوليكية أكبر مجموعة دينية. تقدر الكنيسة الكاثوليكية أن 55% من السكان كاثوليك. يوجد كذلك جالية مسلمة صغيرة، تقدر بنحو 80,000-90,000 من أتباعها، والتي تضم مهاجرين من غرب إفريقيا وأسر لبنانية. هناك عدد قليل من الملحدين المُعلن عنهم في البلاد. يعتنق عدد قليل من المجتمعات الريفية الطرفية الديانات الأفريقية التقليدية، بينما يعتنق الكثير من الأشخاص بعض المعتقدات التقليدية.
يستغل رجال الدين منابرهم بانتظام لانتقاد سياسات الحكومة، بينما يحث قادة الكنيسة على الرقابة الذاتية فيما يتعلق بالقضايا الحساسة على نحو خاص. حظرت الحكومة 17 جماعة دينية في كابيندا بتهمة ممارسة طقوس طرد الأرواح الشريرة الضارة ضد البالغين والأطفال المتهمين «بالسحر»، وإقامة الشعائر الدينية بصورة غير قانونية في المساكن، وعدم تسجيلهم. على الرغم من عدم اعتراف القانون بوجود السحر، يحظر الأعمال التعسفية المرتكبة أثناء ممارسة الدين ويعتبرها غير قانونية. لم يتعرض أعضاء هذه الجماعات للمضايقة، ولكن أُدين زعيمان في عام 2006 بتهمة إساءة معاملة الأطفال وحكم عليهما بالسجن لمدة 8 سنوات.

## بنين
ينص دستور بنين على الحرية الدينية، وتضطلع الحكومة بإنفاذ هذه الممارسة على جميع الأصعدة. يُسمح للجماعات الدينية في بنين بإنشاء مدارس خاصة، ولكن المدارس الحكومية علمانية. لا تخضع الجماعات الدينية للضريبة، ويُسمح بالتبشير.

## بوتسوانا
ينص دستور بوتسوانا على حرية الدين، وتنفذ الحكومة هذه الممارسة على جميع الأصعدة. لا تمتلك بوتسوانا ديانة رسمية.
التعليم الديني جزء من المناهج الدراسية في المدارس الحكومية، ولا سيما المسيحية (الديانة التي يعتنقها نحو 70% من السكان) ولكنه يخاطب الجماعات الدينية الأخرى في البلاد. ينص الدستور على أنه يجوز لكل مجتمع ديني إنشاء أماكن للتعليم الديني على حساب المجتمع. يحظر الدستور التعليم الديني القسري، أو المشاركة القسرية في الاحتفالات الدينية، أو أداء اليمين التي تتعارض مع المعتقدات الدينية للفرد.
لا توجد قوانين ضد التبشير في بوتسوانا.

## بوركينا فاسو
تنص المادة 31 من دستور بوركينا فاسو على أن بوركينا فاسو دولة علمانية. تحترم الحكومة هذا الأمر وتنفذه على أرض الواقع.
تعمل الجماعات التبشيرية الأجنبية بحُرية ولا تواجه سوى القليل من القيود.
لا تطرح المدارس الحكومية التعليم الديني. تدير الجماعات الإسلامية والكاثوليكية والبروتستانتية المدارس الابتدائية والثانوية. على الرغم من أنه يتعين على مسؤولي المدرسة تقديم أسماء مديريهم إلى الحكومة وتسجيل مدارسهم، الدينية أو غير الدينية، لا تعين الحكومة هؤلاء المسؤولين أو توافق عليهم.
لا تمول الحكومة المدارس الدينية ولا تطلب منها دفع الضرائب ما لم تقم بأنشطة هادفة للربح. تستعرض الحكومة المناهج الدراسية للمدارس الدينية للتأكد من أنها تطرح المنهج الدراسي القياسي الكامل. مع ذلك، لا تتدخل الحكومة في مناهج الفصول التكميلية التي تقدمها المدارس الخاصة، كفصول تدريس الإنجيل أو القرآن.

## بوروندي
ينص دستور بوروندي على حرية الدين، وتنفذ الحكومة ذلك على أرض الواقع.

## الكاميرون
ينص دستور الكاميرون على الحرية الدينية، وتحترم الحكومة هذا الحق عمومًا على أرض الواقع. تسعى الحكومة إلى حماية هذا الحق بالكامل على مختلف المستويات ولا تتسامح مع إساءة استخدامه، سواء على يد الجهات الحكومية أو الخاصة. لا تمتلك الدولة ديانة رسمية. تنتشر الجماعات التبشيرية في الكاميرون وتعمل دون عوائق. تنطبق شروط ترخيص الطوائف الدينية المحلية على الجماعات الأجنبية كذلك.
تُعتبر ممارسة السحر جريمة جنائية بموجب قانون العقوبات الوطني، ويعاقب عليها بالسجن لمدة تتراوح بين 2 و10 سنوات. ولا يُحاكم الناس عمومًا على هذه الجريمة إلا في حال اقترانها ببعض الجرائم الأخرى كالقتل؛ غير أنه لم ترد تقارير عن إدانات بتهمة السحر بموجب هذا القانون. تميز الحكومة بين ممارسة السحر والممارسات الدينية التقليدية للشعوب الأصلية، ويعرّف القانون السحر بأنه محاولات إلحاق الأذى بالوسائل الروحية وهو تفسير شائع للأمراض.
تدير عدة طوائف دينية مدارس ابتدائية وثانوية. على الرغم من أن مؤسسات الدولة ما تزال تهيمن على التعليم ما بعد الثانوي، صُنفت المدارس الخاصة المنتسبة إلى الطوائف الدينية، بما في ذلك المدارس الكاثوليكية والبروتستانتية والقرآنية، ضمن أفضل المدارس في المرحلتين الابتدائية والثانوية لسنوات عديدة.

## الرأس الأخضر
ينص دستور دولة الرأس الأخضر على حرية الدين، وتحترم الحكومة هذا الحق عمومًا في الممارسة. لا يوجد ديانة رسمية للدولة. مع ذلك، تتبوأ الكنيسة الكاثوليكية مركزًا متميزًا في حياة مواطني الدولة. على سبيل الذكر، تخصص الحكومة الكنيسة الكاثوليكية وقت بث تلفزيوني مجاني لأغراض دينية (تُقدّر نسبة السكان الكاثوليك بنحو 85% من سكان الرأس الأخضر).